# Epizoanthus paguricola
Epizoanthus paguricola is een Zoanthideasoort uit de familie van de Epizoanthidae. De wetenschappelijke naam van de soort is voor het eerst geldig gepubliceerd in 1900 door Roule.